# Fidel Chacón
Fidel Jeobani Chacón Skiner (* 10. Februar 1980) ist ein kolumbianischer Radrennfahrer.
Giovanni Chacón begann seine Karriere 2002 beim Radsportteam Colombia-Selle Italia. In seinem ersten Jahr konnte er den Prolog und eine Etappe bei der Senegal-Rundfahrt und je eine bei der Vuelta al Táchira und dem Clasico RCN für sich entscheiden. Im nächsten Jahr gewann er ein Teilstück der Guatemala-Rundfahrt. 2005 wechselte er nach Portugal zum UCI Continental Team ASC-Chenco Jeans, für das er eine Etappe bei der Portugal-Rundfahrt gewann. 2007 wechselte Chacòn zur kolumbianischen Mannschaft UNE-Orbitel und wurde kolumbianischer Meister im Straßenrennen.

## Erfolge
2002
- eine Etappe Vuelta al Táchira
- eine Etappe Clasico RCN
- Prolog und eine Etappe Senegal-Rundfahrt

2003
- eine Etappe Guatemala-Rundfahrt

2005
- eine Etappe Portugal-Rundfahrt

2007
- Kolumbianischer Meister – Straßenrennen

2009
- Mannschaftszeitfahren Vuelta a Colombia

## Teams
- 2002 Colombia-Selle Italia
- 2003 Colombia-Selle Italia
- 2005 ASC-Chenco Jeans
- 2006 Vitoria-ASC
- 2007 UNE-Orbitel